# Обуда (острво)
Обуда или Хајођари (мађ. Óbudai или Hajógyári — „острво бродогрдилишта”), највеће је острво на Дунаву у Будимпешти. Налази се у III округу. Популарно је као рекреативно подручје током целе године. У Обуди се одржава међународни фестивал Сигет сваког августа.